# دیوید کاتانئو
دیوید کاتانئو (انگلیسی: Davide Cattaneo؛ زادهٔ ۲۳ ژوئن ۱۹۸۲) بازیکن فوتبال اهل ایتالیا است.
از باشگاه‌هایی که در آن بازی کرده‌است می‌توان به باشگاه فوتبال اینتر میلان، باشگاه فوتبال کرمونزه، باشگاه فوتبال مونتسا، و باشگاه فوتبال بنونتو اشاره کرد.
وی همچنین در تیم ملی فوتبال زیر ۱۸ سال ایتالیا بازی کرده‌است.